# Entelegynae
Entelegynae ist eine Teilordnung der Echten Webspinnen. Sie zeichnen sich vor allem durch komplex gebaute Geschlechtsorgane (Epigyne und Bulbus) aus. Mit ca. 78 Familien, die über 34.000 Arten in über 3.000 Gattungen umfassen, stellen sie die größte Teilordnung unter den Echten Webspinnen dar.

## Anatomie

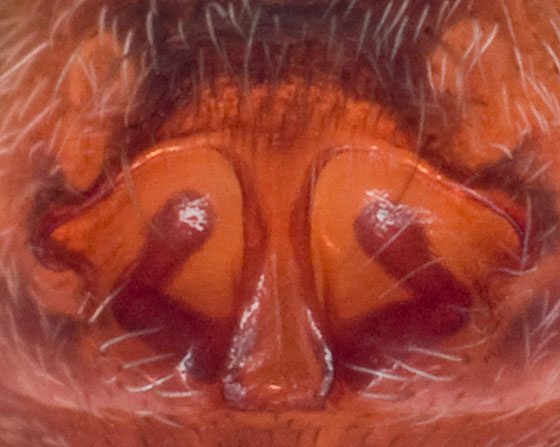
Epigyne von Pardosa pullata (mikroskopische Aufnahme)

Während haplogyne Spinnen nur einfach gebaute Geschlechtsorgane besitzen, ist der Aufbau der Geschlechtsorgane der entelegynen Spinnen sehr viel komplexer. Da Epigyne und Bulbus artspezifisch gebaut sind und auch bei ansonsten sehr ähnlichen Arten deutliche Unterschiede aufweisen, werden sie auch zur Artbestimmung herangezogen. Durch mikroskopische Untersuchung von Epigyne oder Bulbus lässt sich die Art meist ohne Zuhilfenahme anderer, möglicherweise variabler, Merkmale sicher bestimmen. Nur bei wenigen Artengruppen ist beispielsweise eine Präparation der Vulva erforderlich, um die Art bestimmen zu können. 
Sowohl beim Weibchen als auch beim Männchen sind die komplexen Strukturen der Epigyne bzw. der Bulbus an der Spitze der Pedipalpen beim subadulten Tier noch nicht entwickelt. Die Geschlechtsöffnungen sind geschlossen und die sekundären Strukturen von der Cuticula bedeckt. Erst nach der Reifehäutung liegen beide frei und sind funktionsfähig.
Beim Weibchen findet sich über den inneren Geschlechtsorganen eine verhärtete (sklerotisierte) Platte der Cuticula, die Epigyne. Diese ist meist kompliziert gefaltet und hat eine oder zwei Öffnungen, die über spiralförmige Röhren mit den Spermatheken verbunden sind. Dorthin gelangt bei der Paarung das Sperma des Männchens und wird dort gespeichert. Das Weibchen ist so in der Lage, die Paarung und die Befruchtung der Eier zeitlich zu trennen. Das Weibchen befördert selbst das Sperma von den Spermatheken über Röhren in den weiter innen gelegenen Uterus externus. Erst dort findet die Befruchtung während der Eiablage statt. Das Weibchen kann auch nach nur einer Paarung mehrere Gelege in zeitlichem Abstand produzieren und befruchten.

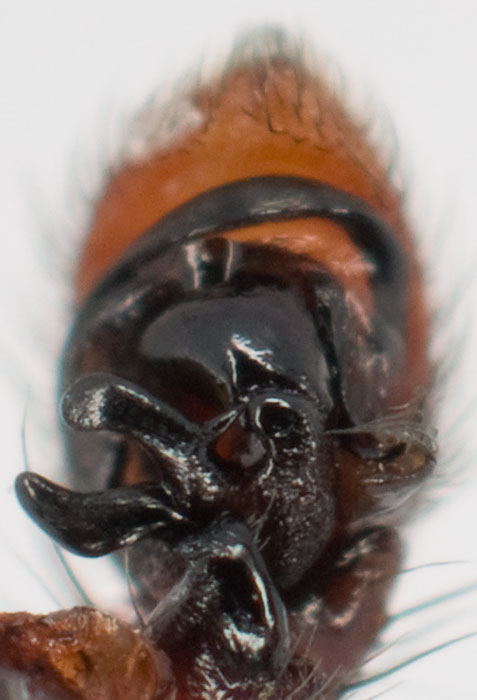
Pedipalpus von Xysticus kochi (mikroskopische Aufnahme)

Beim Männchen sind die primären Geschlechtsorgane zur Erzeugung des Sperma innenliegend. Das Sperma wird durch eine kleine Öffnung in der Epigastralfurche nach außen abgegeben. Die Begattung erfolgt jedoch nicht mit den primären Geschlechtsorganen. Stattdessen sind die Pedipalpen der Männchen zu komplexen sekundären Geschlechtsorganen umgewandelt. Das Männchen gibt das Sperma zunächst auf ein kleines Spermanetz ab. Von dort wird es in den Samenspeicher des Pedipalpus, den Bulbus, aufgenommen und dort gespeichert. Bei der Begattung wird nur die Spitze des Bulbus, der Embolus, in die Epigynenöffnungen des Weibchens eingeführt und das Sperma über Muskelkontraktionen abgegeben.

## Bedeutung der Epigyne für die Artbildung
Durch die komplexe Anatomie passt meistens jeweils nur der Bulbus und die Epigyne von Tieren der gleichen Art zusammen (Schlüssel-Schloss-Prinzip). Es wurde vermutet, dass dadurch eine Kreuzung zweier verschiedener Arten (Hybridisierung) verhindert wird. Diese Annahme konnte jedoch im Experiment nicht bestätigt werden. Gegen diese Theorie spricht weiterhin, dass auch bei haplogynen Spinnen oder Vogelspinnenartigen Hybridisierungen zwischen nah verwandten Arten nicht beobachtet wurden. Stattdessen ist offenbar das Paarungsverhalten ein stärkerer Faktor. Wenn das Männchen vor einem Weibchen der falschen Art balzt, dann wird es entweder ignoriert oder angegriffen. So wird eine Begattung schon im Vorfeld ausgeschlossen und die anatomischen Unterschiede kommen gar nicht erst zum Tragen. Umgekehrt wurden im Experiment Weibchen während der Balz eines Männchens einer nahe verwandten Art kurzzeitig betäubt und so die Paarung ermöglicht. Die Begattungen waren erfolgreich und aus den Eiern entwickelten sich hybride Nachkommen.
In neueren Arbeiten werden demzufolge nicht nur morphologische, sondern auch Verhaltensaspekte stärker als früher zur Abgrenzung einiger Arten herangezogen (siehe dazu auch Pardosa lugubris).

## Systematik
Im Folgenden sind die Überfamilien und Familien der entelegynen Spinnen aufgeführt:
- Agelenoidea
  - Trichterspinnen (Agelenidae)

- Amaurobioidea
  - Finsterspinnen (Amaurobiidae), cribellat

- Radnetzspinnen (Araneoidea)
  - Zwergkugelspinnen (Anapidae)
  - Echte Radnetzspinnen (Araneidae)
  - Arkyidae
  - Cyatholipidae
  - Baldachinspinnen oder Deckennetzspinnen (Linyphiidae)
  - Micropholcommatidae (aktuell Synonym der Anapidae[2])
  - Kleinkugelspinnen (Mysmenidae)
  - Seidenspinnen (Nephilidae; fehlt bei Hallan; aktuell Synonym der Araneidae[3])
  - Höhlenspinnen (Nesticidae)
  - Physoglenidae
  - Pimoidae
  - Symphytognathidae
  - Synaphridae
  - Synotaxidae
  - Dickkieferspinnen (Tetragnathidae)
  - Kugelspinnen (Theridiidae)
  - Zwergradnetzspinnen (Theridiosomatidae)

- Archaeoidea
  - Archaeidae
  - Mecysmaucheniidae
  - Pararchaeidae (aktuell Synonym der Malkaridae[4])

- Corinnoidea
  - Rindensackspinnen (Corinnidae)
  - Feldspinnen (Liocranidae)

- Dictynoidea
  - Zartspinnen (Anyphaenidae)
  - Gebirgstrichterspinnen (Cybaeidae)
  - Desidae
  - Kräuselspinnen (Dictynidae), cribellat
  - Bodenspinnen (Hahniidae)
  - Nicodamidae

- Eresoidea
  - Röhrenspinnen (Eresidae) (cribellat)
  - Hersiliidae
  - Oecobiidae (cribellat)[5]

- Gnaphosoidea
  - Ammoxenidae
  - Cithaeronidae
  - Gallieniellidae
  - Glattbauchspinnen (Gnaphosidae)
  - Lamponidae
  - Prodidomidae
  - Trochanteriidae

- Lycosoidea
  - Kammspinnen (Ctenidae)
  - Wolfsspinnen (Lycosidae)
  - Luchsspinnen oder Scharfaugenspinnen (Oxyopidae)
  - Raubspinnen (Pisauridae)
  - Psechridae
  - Senoculidae
  - Stiphidiidae
  - Trechaleidae
  - Kräuseljagdspinnen (Zoropsidae)

- Mimetoidea
  - Malkaridae
  - Spinnenfresser (Mimetidae)

- Nicodamoidea
  - Megadictynidae
  - Nicodamidae

- Palpimanoidea
  - Huttoniidae
  - Palpimanidae
  - Stenochilidae

- Salticoidea
  - Springspinnen (Salticidae)

- Selenopoidea
  - Selenopidae

- Sparassoidea
  - Riesenkrabbenspinnen (Sparassidae)

- Thomisoidea
  - Laufspinnen (Philodromidae)
  - Krabbenspinnen (Thomisidae)

- Titanoecoidea
  - Phyxelididae
  - Kalksteinspinnen (Titanoecidae), cribellat

- Uloboroidea
  - Deinopidae
  - Kräuselradnetzspinnen (Uloboridae), cribellat

- Zodarioidea
  - Penestomidae
  - Ameisenjäger (Zodariidae)

- incertae sedis
  - Sackspinnen (Clubionidae)
  - Cycloctenidae
  - Dornfingerspinnen (Cheiracanthiidae)
  - Homalonychidae
  - Wanderspinnen (Miturgidae)
  - Ameisensackspinnen (Phrurolithidae)
  - Toxopidae
  - Glattbeinspinnen (Trachelidae)
  - Udubidae
  - Viridasiidae
  - Xenoctenidae